# Cobramanoeuvre

Cobra-manoeuvreschema van de MiG-29 in profiel, met alfanummers.

Het cobramanoeuvre (vaak afgekort tot de cobra), ook wel dynamische vertraging genoemd , is een plots en veeleisend manoeuvre in aerobatics waarbij een vliegtuig dat met een matige snelheid vliegt abrupt zijn neus opheft in een verticale en enigszins voorbij verticale positie. Hierdoor ontstaat een extreem hoge invalshoek en het vliegtuig  tijdelijk tot stilstand, waardoor een luchtrem wordt gemaakt voordat het terugvalt naar de normale positie. Bij het hele manoeuvre verandert de effectieve hoogte van het vliegtuig niet.
Het manoeuvre is gebaseerd op het vermogen van het vliegtuig om snel van invalshoek (alfa) te kunnen veranderen en voldoende stuwkracht van de motor te gebruiken om tijdens de hele beweging bijna constante hoogte te behouden. Het manoeuvre vereist nauwkeurige pitch, alfastabiliteit en compatibiliteit tussen motor en inlaat voor het vliegtuig, evenals een vaardige piloot.